# Juan Archuleta
Juan Archuleta (ur. 13 września 1987 w Hesperia) – amerykański zawodnik mieszanych sztuk walki (MMA) walczący w wadze koguciej oraz piórkowej. Były mistrz Bellator MMA w wadze koguciej.

## Osiągnięcia

### Mieszane sztuki walki
- 2014: Mistrz Gladiator Challenge w wadze koguciej
- 2016: Mistrz Tru-Form Entertainment w wadze piórkowej
- 2016: Mistrz California Fight League w wadze piórkowej
- 2016-?: Mistrz King of the Cage w wadze piórkowej
- 2016-?: Mistrz King of the Cage w wadze koguciej
- 2017: Mistrz King of the Cage w wadze lekkiej
- 2017-2018: Mistrz King of the Cage w wadze lekkopółśredniej
- 2020-2021: Mistrz Bellator MMA w wadze koguciej

## Lista zawodowych walk w MMA
| Wynik     | Bilans | Przeciwnik                        | Rozstrzygnięcie                                             | Runda | Czas | Rozgrywki                                                          | Data       | Miejsce       | Uwagi |
| --------- | ------ | --------------------------------- | ----------------------------------------------------------- | ----- | ---- | ------------------------------------------------------------------ | ---------- | ------------- | --- |
|           |        | Dennis Linton (10-3-1)            |                                                             |       |      | BORROKA 3                                                          | 31.05.2025 | Laughlin      | Pojedynek o pas mistrzowski Borroka Promotions w wadze piórkowej. Main Event.                                                         |
| Przegrana | 29-7   | Razhabali Shaydullaev (10-0)      | Poddanie (dźwignia prosta na staw łokciowy)                 | 1     | 3:12 | Rizin 48                                                           | 29.09.2024 | Saitama       | |
| Przegrana | 29-6   | Kleber Koike Erbst (32-7-1. 1 NC) | Poddanie (odwrotna dźwignia skrętowa na staw skokowy)       | 1     | 2:25 | Rizin 47                                                           | 09.06.2024 | Tokio         | Co-Main Event |
| Przegrana | 29-5   | Kai Asakura (20-4)                | TKO (kolano na korpus i ciosy pięściami)                    | 2     | 3:20 | Rizin 45                                                           | 31.12.2023 | Saitama       | Stracił pas mistrzowski Rizin Fighting Federation w wadze koguciej. Co-Main Event                                                     |
| Wygrana   | 29-4   | Hiromasa Ougikubo (25-7-2)        | Decyzja (jednogłośna)                                       | 5     | 5:00 | Bellator MMA vs. RIZIN 2: McKee vs. Pitbull                        | 30.07.2023 | Tokio         | Zdobył pas mistrzowski Rizin Fighting Federation w wadze koguciej. Co-Main Event                                                      |
| Wygrana   | 28-4   | Naoki Inoue (16-3)                | Decyzja (jednogłośna)                                       | 3     | 5:00 | Rizin 42                                                           | 06.05.2023 | Tokio         | |
| Wygrana   | 27-4   | Soo Chul Kim (18-6-1)             | Decyzja (jednogłośna)                                       | 3     | 5:00 | RIZIN 40: Bellator MMA vs. RIZIN                                   | 31.12.2022 | Saitama       | |
| Wygrana   | 26-4   | Enrique Barzola (18-6-2)          | Decyzja (jednogłośna)                                       | 3     | 5:00 | Bellator 286                                                       | 01.10.2022 | Long Beach    | Limit umowny -64 kg. |
| Przegrana | 25-4   | Raufeon Stots (17-1)              | KO (wysokie kopnięcie na głowę i ciosy łokciami w parterze) | 3     | 0:16 | Bellator 279                                                       | 23.04.2022 | Honolulu      | Ćwierćfinał Bellator Grand Prix w wadze koguciej. Pojedynek o tymczasowy pas mistrzowski Bellator MMA w wadze koguciej. Co-Main Event |
| Przegrana | 25-3   | Sergio Pettis (20-5)              | Decyzja (jednogłośna)                                       | 5     | 5:00 | Bellator 258                                                       | 07.05.2021 | Uncasville    | Stracił pas mistrzowski Bellator MMA w wadze koguciej. Main Event                                                                     |
| Wygrana   | 25-2   | Patchy Mix (13-0)                 | Decyzja (jednogłośna)                                       | 5     | 5:00 | Bellator 246                                                       | 12.09.2020 | Uncasville    | Zdobył pas mistrzowski Bellator MMA w wadze koguciej. Main Event                                                                      |
| Wygrana   | 24-2   | Henry Corrales (17-4)             | Decyzja (jednogłośna)                                       | 3     | 5:00 | Bellator 238                                                       | 25.01.2020 | Inglewood     | |
| Przegrana | 23-2   | Patrício Freire (29-4)            | Decyzja (jednogłośna)                                       | 5     | 5:00 | Bellator 228                                                       | 28.09.2019 | Inglewood     | Pierwsza runda Bellator Grand Prix w wadze piórkowej. Pojedynek o pas mistrzowski Bellator MMA w wadze piórkowej.                     |
| Wygrana   | 23-1   | Eduardo Dantas (21-6)             | KO (cios)                                                   | 2     | 4:59 | Bellator 222                                                       | 14.06.2019 | Nowy Jork     | |
| Wygrana   | 22-1   | Ricky Bandejas (11-1)             | Decyzja (jednogłośna)                                       | 3     | 5:00 | Bellator 214                                                       | 26.01.2019 | Inglewood     | Pojedynek w kategorii koguciej. |
| Wygrana   | 21-1   | Jeremy Spoon (21-4)               | Decyzja (jednogłośna)                                       | 3     | 5:00 | Bellator 210                                                       | 30.11.2018 | Thackerville  | |
| Wygrana   | 20-1   | Robbie Peralta (19-8)             | KO (cios)                                                   | 3     | 0:14 | Bellator 201                                                       | 29.06.2018 | Temecula      | |
| Wygrana   | 19-1   | William Joplin (17-14)            | Decyzja (jednogłośna)                                       | 3     | 5:00 | Bellator 195                                                       | 02.03.2018 | Thackerville  | Debiut w Bellator MMA. |
| Wygrana   | 18-1   | Mark Dickman (11-3)               |                                                             | 4     |      | KOTC: Conquistadores                                               |            |               | |
| Wygrana   | 17-1   | Adel Altamimi (7-4)               |                                                             | 1     |      | KOTC: Never Quit                                                   |            |               | |
| Wygrana   | 16-1   | Vytautas Sadauskas (1-7)          |                                                             | 5     |      | KOTC: Baltic Tour                                                  |            |               | |
| Wygrana   | 15-1   | Brandon Hastings (5-2)            |                                                             | 1     |      | KOTC: Supernova                                                    |            |               | |
| Wygrana   | 14-1   | Derrick Mandell (7-2)             |                                                             | 5     |      | KOTC: Warranted Aggression                                         |            |               | |
| Wygrana   | 13-1   | Jay Bogan (6-5)                   |                                                             | 1     |      | California Fight League 9                                          |            |               | |
| Wygrana   | 12-1   | Jordan Griffin (13-4)             |                                                             | 5     |      | KOTC: Destructive Intent                                           |            |               | |
| Wygrana   | 11-1   | Chris Tickle (9-8)                |                                                             | 2     |      | KOTC: Firefight                                                    |            |               | |
| Wygrana   | 10-1   | Emilio Chavez (11-6)              |                                                             | 3     |      | SMASH Global 3                                                     |            |               | |
| Wygrana   | 9-1    | Luis Guerra (5-3)                 |                                                             | 3     |      | Tru-Form Entertainment: No Fear                                    |            |               | |
| Wygrana   | 8-1    | Andrew Natividad (5-5)            | Decyzja (jednogłośna)                                       | 3     | 5:00 | California Fight League 5                                          | 21.11.2015 | Fort Irwin    | |
| Wygrana   | 7-1    | Alfred Khashakyan (5-1)           | Decyzja (jednogłośna)                                       | 3     | 5:00 | Lights Out / Bash Entertainment Fight Night At Sportsmen's Lodge 4 | 23.10.2015 | Los Angeles   | |
| Wygrana   | 6-1    | Alex Valdez (0-0)                 | Poddanie (duszenie brado)                                   | 3     | 0:13 | Gladiator Challenge: Collision Course                              | 10.10.2015 | Lincoln       | |
| Przegrana | 5-1    | Andres Ponce (0-0)                | Poddanie (duszenie trójkątne rękoma)                        | 2     | 0:53 | WSOF 19                                                            | 28.03.2015 | Phoenix       | Debiut w WSOF. |
| Wygrana   | 5-0    | Ralph Acosta (11-9)               | Decyzja (niejednogłośna)                                    | 3     | 3:00 | Gladiator Challenge: Season's Beatings                             | 22.11.2014 | Rancho Mirage | Zdobył pas mistrzowski Gladiator Challenge w wadze koguciej.                                                                          |
| Wygrana   | 4-0    | Valentino Beatty (0-1)            | TKO (ciosy pięściami)                                       | 1     | 2:30 | Gladiator Challenge: Carnage                                       | 11.10.2014 | Lincoln       | |
| Wygrana   | 3-0    | Casey Doyle (0-1)                 | TKO (ciosy pięściami)                                       | 1     | 0:46 | Gladiator Challenge: Payback                                       | 30.08.2014 | San Jacinto   | |
| Wygrana   | 2-0    | Justin Santistevan (2-10)         | TKO (ciosy pięściami)                                       | 3     | 1:25 | Gladiator Challenge: Night of Champions                            | 19.07.2014 | Rancho Mirage | |
| Wygrana   | 1-0    | David Duran (0-0)                 | Decyzja (jednogłośna)                                       | 3     | 5:00 | BAMMA USA: Badbeat 10                                              | 09.08.2013 | Commerce      | |